# Turar Ryskułow
Turar Ryskułow (kaz. Тұрар Рысқұлов) – wieś w Kazachstanie, w obwodzie turkiestańskim; 18 800 mieszkańców (2006). Przemysł spożywczy, odzieżowy.